# A magyar labdarúgó-válogatott 2012. február 29-i mérkőzése
A magyar labdarúgó-válogatott egyik barátságos mérkőzése Bulgária válogatottja ellen 2012. február 29-én volt. A találkozó végeredménye 1–1 lett.

## Előzmények
A magyar és a bolgár labdarúgó-válogatottnak is ez volt az első mérkőzése 2012-ben.
Meggyőződésem szerint mivel Románia és Törökország is az ellenfelünk lesz a vb-selejtezőkön, az a futball, amit a bolgárok is játszanak, segítségünkre lehet a felkészülésben. Megváltozott bolgár csapat vár ránk, új kapitánnyal, új felállással és taktikával fogjuk szembetalálni magunkat, és ez véleményem szerint jól illeszkedik abba a vonulatba, amelybe a vb-selejtezős ellenfeleink is tartoznak. (...)  Természetesen fontos az eredmény, az önbecsülésünk és a szurkolók kiszolgálása szempontjából mindenképpen, emellett a csapatépítés sem másodlagos.
A korábbi bolgár legenda, Ljuboszlav Penev, ezen a mérkőzésen ült először a kispadon Bulgária szövetségi kapitányaként.
Nincsenek sérültjeink, a srácok vidáman és jól dolgoztak, nagyon tetszett a hozzáállásuk az edzőtáborban. Az eredmény is fontos a magyarok ellen: maximalista vagyok, és három pontot várok a csapatomtól, de a legfontosabb, hogy viszontlássam a begyakorolt taktikai elemeket. Három új formációt gyakoroltunk az edzőtáborban, a célom az, hogy olyan válogatottat hozzak össze, amely a saját játékát rá tudja kényszeríteni az ellenfelekre. A magyarokról nem beszélnék: kielemeztük őket, de bármit mondanék, az a fülükbe jut, így inkább megtartom magamnak az észrevételeimet. (...) Megpróbáljuk irányítani a meccseket, mindenkinek támadni és védekezni is kell. De ne várjanak azonnali eredményeket: lépésről lépésre kell haladnunk.

## A mérkőzés helyszíne
A találkozót a győri ETO Parkban rendezték meg. A magyar válogatott története során másodszor szerepelt a 2007-ben átadott stadionban. Először 2010. március 3-án, Oroszország ellen játszott itt a nemzeti csapat, szintén barátságos mérkőzésen (1–1).

## Keretek
Egervári Sándor, a magyar labdarúgó-válogatott szövetségi kapitánya február 15-én hirdette ki huszonkét főből álló keretét a bolgárok elleni mérkőzésre. A mérkőzés előtti héten Rudolf Gergely és Lipták Zoltán is kikerült a keretből, mindketten sérülés miatt.
Ljuboszlav Penev, a bolgárok szövetségi kapitánya február 14-én hirdetett keretet.
| Magyarország         | Magyarország | Magyarország | Magyarország | Magyarország          |
| Név                  | Kor          | Vál.         | Gól          | Klub                  |
| -------------------- | ------------ | ------------ | ------------ | --------------------- |
| Bogdán Ádám          | 24 éves      | 4            | 0            | Bolton Wanderers      |
| Csernyánszki Norbert | 36 éves      | 0            | 0            | Paksi FC              |
| Király Gábor         | 35 éves      | 85           | 0            | 1860 München          |
| Juhász Roland        | 28 éves      | 69           | 5            | Anderlecht            |
| Kádár Tamás          | 21 éves      | 2            | 0            | Newcastle United      |
| Korcsmár Zsolt       | 23 éves      | 5            | 0            | Brann                 |
| Laczkó Zsolt         | 25 éves      | 17           | 0            | Sampdoria             |
| Vanczák Vilmos       | 28 éves      | 60           | 2            | FC Sion               |
| Varga József         | 23 éves      | 10           | 0            | Debreceni VSC         |
| Buzsáky Ákos         | 29 éves      | 19           | 2            | Queens Park Rangers   |
| Czvitkovics Péter    | 29 éves      | 10           | 0            | KV Kortrijk           |
| Dzsudzsák Balázs     | 25 éves      | 41           | 7            | Gyinamo Moszkva       |
| Elek Ákos            | 23 éves      | 17           | 1            | Eskişehirspor         |
| Hajnal Tamás         | 30 éves      | 46           | 5            | VfB Stuttgart         |
| Koman Vladimir       | 22 éves      | 18           | 5            | AS Monaco             |
| Pintér Ádám          | 23 éves      | 7            | 0            | Real Zaragoza         |
| Németh Krisztián     | 23 éves      | 4            | 0            | RKC Waalwijk          |
| Priskin Tamás        | 25 éves      | 38           | 11           | Alanyija Vlagyikavkaz |
| Szabics Imre         | 30 éves      | 26           | 12           | Sturm Graz            |
| Szalai Ádám          | 24 éves      | 6            | 4            | Mainz 05              |

| Bulgária            | Bulgária | Bulgária | Bulgária | Bulgária            |
| Név                 | Kor      | Vál.     | Gól      | Klub                |
| ------------------- | -------- | -------- | -------- | ------------------- |
| Sztojan Kolev       | 36 éves  | 12       | 0        | Csernomorec Burgasz |
| Nikolaj Mihajlov    | 23 éves  | 18       | 0        | Twente              |
| Ivan Bаndalovszki   | 25 éves  | 5        | 0        | CSZKA Szofija       |
| Nikolaj Bodurov     | 25 éves  | 8        | 0        | Litex Lovecs        |
| Valentin Iliev      | 31 éves  | 21       | 0        | Steaua București    |
| Ivan Ivanov         | 24 éves  | 22       | 1        | Partizan            |
| Sztaniszlav Manolev | 26 éves  | 20       | 0        | PSV Eindhoven       |
| Jordan Minev        | 31 éves  | 1        | 0        | Ludogorec Razgrad   |
| Veszelin Minev      | 31 éves  | 8        | 0        | Antalyaspor         |
| Petar Zanev         | 26 éves  | 17       | 0        | Litex Lovecs        |
| Vladimir Gadzsev    | 24 éves  | 5        | 0        | Levszki Szofija     |
| Borisz Galcsev      | 28 éves  | 0        | 0        | CSZKA Szofija       |
| Emil Gargorov       | 31 éves  | 11       | 1        | Ludogorec Razgrad   |
| Szvetoszlav Gyakov  | 27 éves  | 0        | 0        | Ludogorec Razgrad   |
| Georgi Milanov      | 20 éves  | 1        | 0        | Litex Lovecs        |
| Georgi Szarmov      | 26 éves  | 4        | 0        | Kasımpaşa           |
| Alekszandar Tonev   | 22 éves  | 1        | 0        | Lech Poznań         |
| Hriszto Zlatinszki  | 26 éves  | 1        | 0        | Lokomotiv Plovdiv   |
| Mihail Alekszandrov | 22 éves  | 0        | 0        | Ludogorec Razgrad   |
| Valeri Bozsinov     | 26 éves  | 36       | 5        | Lecce               |
| Ivelin Popov        | 24 éves  | 28       | 7        | Gaziantepspor       |
| Ivan Sztojanov      | 28 éves  | 8        | 0        | Ludogorec Razgrad   |

 megjegyzés: Az adatok a mérkőzés előtti állapotnak megfelelőek!

## Az összeállítások
| 2012. február 29. 18:00 |

| Magyarország                          | 1 – 1               | Bulgária     |
| ------------------------------------- | ------------------- | ------------ |
| Szalai 42' 43' Kádár 33' Németh 90+1' | (1 – 0) Jegyzőkönyv | Bozsinov 87' |

| ETO Park, Győr Nézőszám: 14 000 Játékvezető: Jonas Eriksson (svéd) |

| Csapatszínek | Csapatszínek | Csapatszínek |
| Csapatszínek |              |              |
| Csapatszínek |              |              |
|              |              |              |
| Magyarország |              |              |

| Csapatszínek | Csapatszínek | Csapatszínek |
| Csapatszínek |              |              |
| Csapatszínek |              |              |
|              |              |              |
| Bulgária     |              |              |

| MAGYARORSZÁG:        |    |                   |                   |
|                      |    |                   |                   |
| K                    | 1  | Bogdán Ádám       | 84'               |
| JV                   | 2  | Varga József      |                   |
| V                    | 6  | Korcsmár Zsolt    |                   |
| V                    | 4  | Juhász Roland     |                   |
| BV                   | 3  | Kádár Tamás       | 33'               |
| JKP                  | 10 | Hajnal Tamás      | a szünetben       |
| KKP                  | 5  | Pintér Ádám       |                   |
| KKP                  | 11 | Buzsáky Ákos      | a szünetben       |
| BKP                  | 7  | Dzsudzsák Balázs  | 81'               |
| CS                   | 8  | Szabics Imre      | a szünetben       |
| CS                   | 9  | Szalai Ádám       | 42' 43' 63'       |
| Cserék:              |    |                   |                   |
| K                    | 12 | Király Gábor      | 84'               |
| BV                   | 15 | Laczkó Zsolt      | 81'               |
| KKP                  | 14 | Elek Ákos         | a szünetben       |
| JKP                  | 16 | Koman Vladimir    | a szünetben       |
| JKP                  | 17 | Czvitkovics Péter |                   |
| CS                   | 13 | Németh Krisztián  | a szünetben 90+1' |
| CS                   | 18 | Priskin Tamás     | 63'               |
| Szövetségi kapitány: |    |                   |                   |
| Egervári Sándor      |    |                   |                   |

| BULGÁRIA:            |    |                     |             |
|                      |    |                     |             |
| K                    | 13 | Nikolaj Mihajlov    | 62'         |
| JV                   | 2  | Sztaniszlav Manolev | a szünetben |
| V                    | 15 | Ivan Ivanov         |             |
| V                    | 5  | Nikolaj Bodurov     |             |
| BV                   | 4  | Petar Zanev         | 62'         |
| VKP                  | 18 | Vladimir Gadzsev    | 84'         |
| VKP                  | 11 | Ivan Bаndalovszki   |             |
| JSZ                  | 23 | Emil Gargorov       | 62'         |
| TKP                  | 22 | Hriszto Zlatinszki  | a szünetben |
| BSZ                  | 21 | Szvetoszlav Gyakov  |             |
| CS                   | 9  | Ivelin Popov        |             |
| Cserék:              |    |                     |             |
| K                    | 12 | Sztojan Kolev       | 62'         |
| V                    | 3  | Valentin Iliev      |             |
| V                    | 6  | Jordan Minev        |             |
| V                    | 14 | Veszelin Minev      | 62'         |
| KP                   | 8  | Georgi Szarmov      |             |
| KP                   | 17 | Georgi Milanov      | a szünetben |
| KP                   | 20 | Alekszandar Tonev   | a szünetben |
| KP                   | 25 | Borisz Galcsev      |             |
| CS                   | 7  | Ivan Sztojanov      | 84'         |
| CS                   | 10 | Valeri Bozsinov     | 62' 86'     |
| CS                   | 19 | Mihail Alekszandrov |             |
| Szövetségi kapitány: |    |                     |             |
| Ljuboszlav Penev     |    |                     |             |

## A mérkőzés
A találkozót a győri ETO Parkban rendezték, 18:00-kor. Az első félidő végén, a 42. percben, Szalai Ádám talált be közelről a bolgár kapuba, majd túlzott gólörömért sárga lapot kapott. A második félidőre mindkét szövetségi kapitány sok cserét hajtott végre, felváltva forogtak veszélyben a kapuk. A 84. percben Bogdán Ádám helyett Király Gábor lépett pályára, ezzel megelőzte Puskás Ferencet, és feljött a harmadik helyre a válogatott szereplési örökranglistáján. A 87. percben Valeri Bozsinov állította be a végeredményt, Magyarország-Bulgária 1–1.
Sajnos nagyobb hullámvölgyeink voltak, mint hegyeink. (...) Meg kell hagyni, az ellenfél jó játékot mutatott, több helyzetet dolgozott ki. Bogdán Ádám bravúrjai is kellettek, hogy meccsben maradjunk. Úgy éreztem, hogy a második félidőben magunkhoz tudjuk ragadni a kezdeményezést, de ez nem sikerült.
Az első perctől az utolsóig a csapatra építettünk, nem az egyéni megoldásokban bíztunk. Az első félidőben nem a koncentráció hiányzott a csapatból, hanem teljesen más, voltak apróbb hibáink. (...) A második félidőben nem csak jók, egyenesen kiválóak voltunk. Sajnálom, hogy nem tudtunk nyerni, mert a játékunkban az is benne volt, hogy többgólos győzelmet aratunk, de bízom benne, hogy legközelebb az is összejön. Valóban voltak hibáink, de inkább azt emelném ki, hogy csapatként tudtunk játszani, ráadásul nem veszítettünk, ami fontos nekünk.

## Örökmérleg a mérkőzés után
| Magyarország | :         | Bulgária |
| ------------ | --------- | -------- |
| 12           | Győzelem  | 5        |
| 5            | Döntetlen | 5        |
| 52           | Gólok     | 24       |
| 41/66        | Pontok    | 20/66    |
| 62,1         | %         | 30,3     |